# تیبو مارشال
تیبو مارشال (انگلیسی: Thibault Marchal؛ زادهٔ ۲۲ مهٔ ۱۹۸۶) بازیکن فوتبال اهل فرانسه است.
از باشگاه‌هایی که در آن بازی کرده‌است می‌توان به باشگاه فوتبال کلرمون فوت اشاره کرد.